# فرانك فايلن
فرانك فايلن (بالإنجليزية: Frank Faylen)‏ مواليد 08 ديسمبر 1905 في سانت لويس، الولايات المتحدة - الوفاة 02 أغسطس 1985 في بربانك، الولايات المتحدة، هو ممثل أمريكي بدأ مسيرته الفنية سنة 1936. امتدت مسيرته الفنية لأكثر من 42 عاما.

## الأعمال
- عناقيد الغضب
- مدينة لغزوها
- فاذر ستيبس أوت
- شبح كانترفيل
- نهاية الأسبوع المفقودة
- إنها حياة رائعة
- إلى الشمال نحو ألاسكا
- الفتاة المرحة
- النزاع المسلح في أو كيه كورال

## روابط خارجية
- فرانك فايلن على موقع IMDb (الإنجليزية)
- فرانك فايلن على موقع ألو سيني (الفرنسية)
- فرانك فايلن على موقع أول موفي (الإنجليزية)
- فرانك فايلن على موقع قاعدة بيانات الأفلام السويدية (السويدية)
- فرانك فايلن على موقع إن إن دي بي (الإنجليزية)
- فرانك فايلن على موقع قاعدة بيانات الفيلم (الإنجليزية)
- فرانك فايلن على موقع كينوبويسك (الروسية)